# Jan-Olsskogen
Jan-Olsskogen är ett naturreservat i Surahammars kommun i Västmanlands län.
Området är naturskyddat sedan 2002 och är 181 hektar stort. Reservatet ligger söder om byn Djupebo och sjön Djupen. Reservatet består av en gammal barrskog, hällmarker, gläntor och kärr, som  tallmossen Älgmossen.